# Titelberg

Plan des Oppidum „Titelberg“ gemäß archäologischen Erkenntnissen

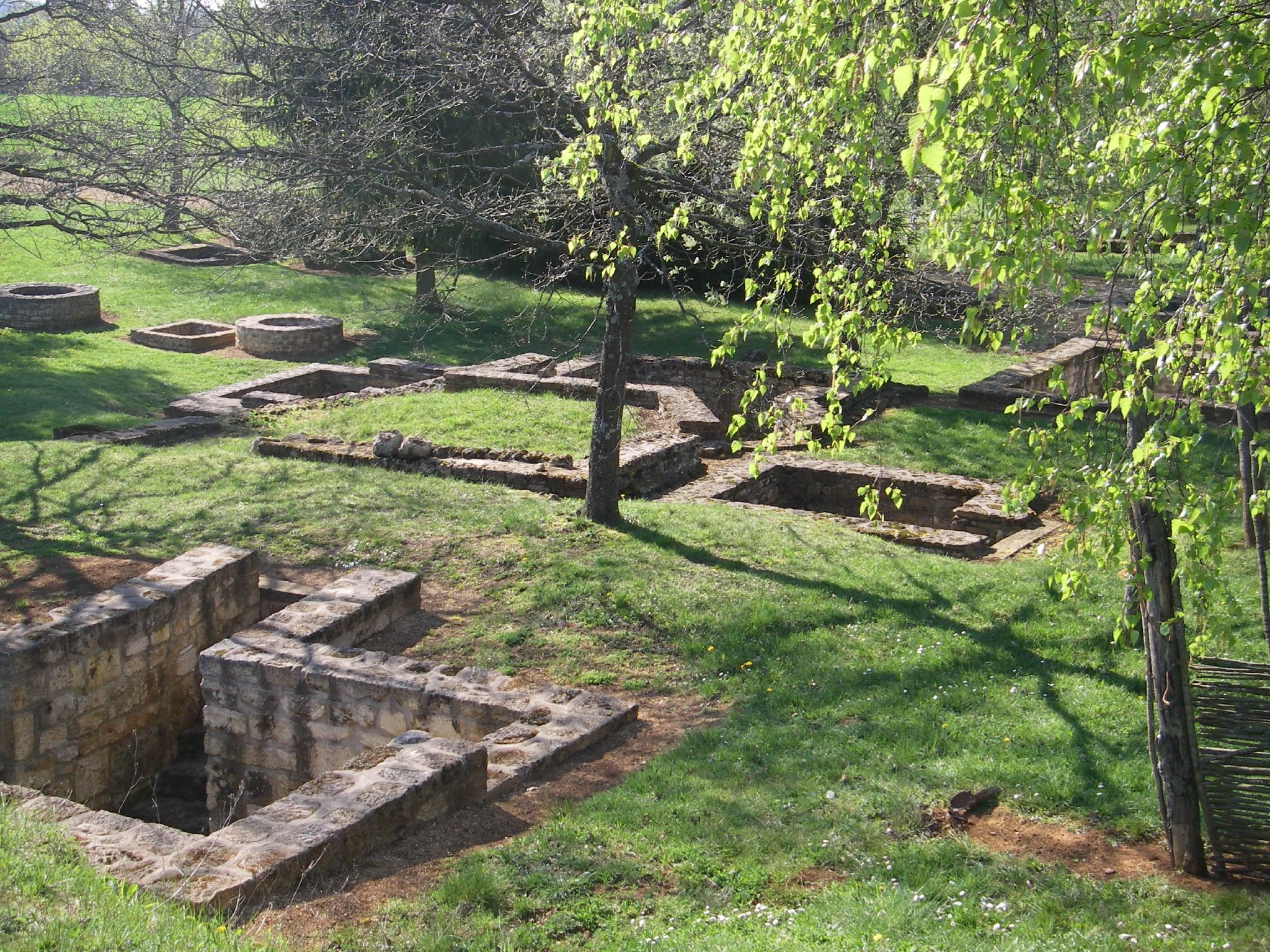
Titelberg

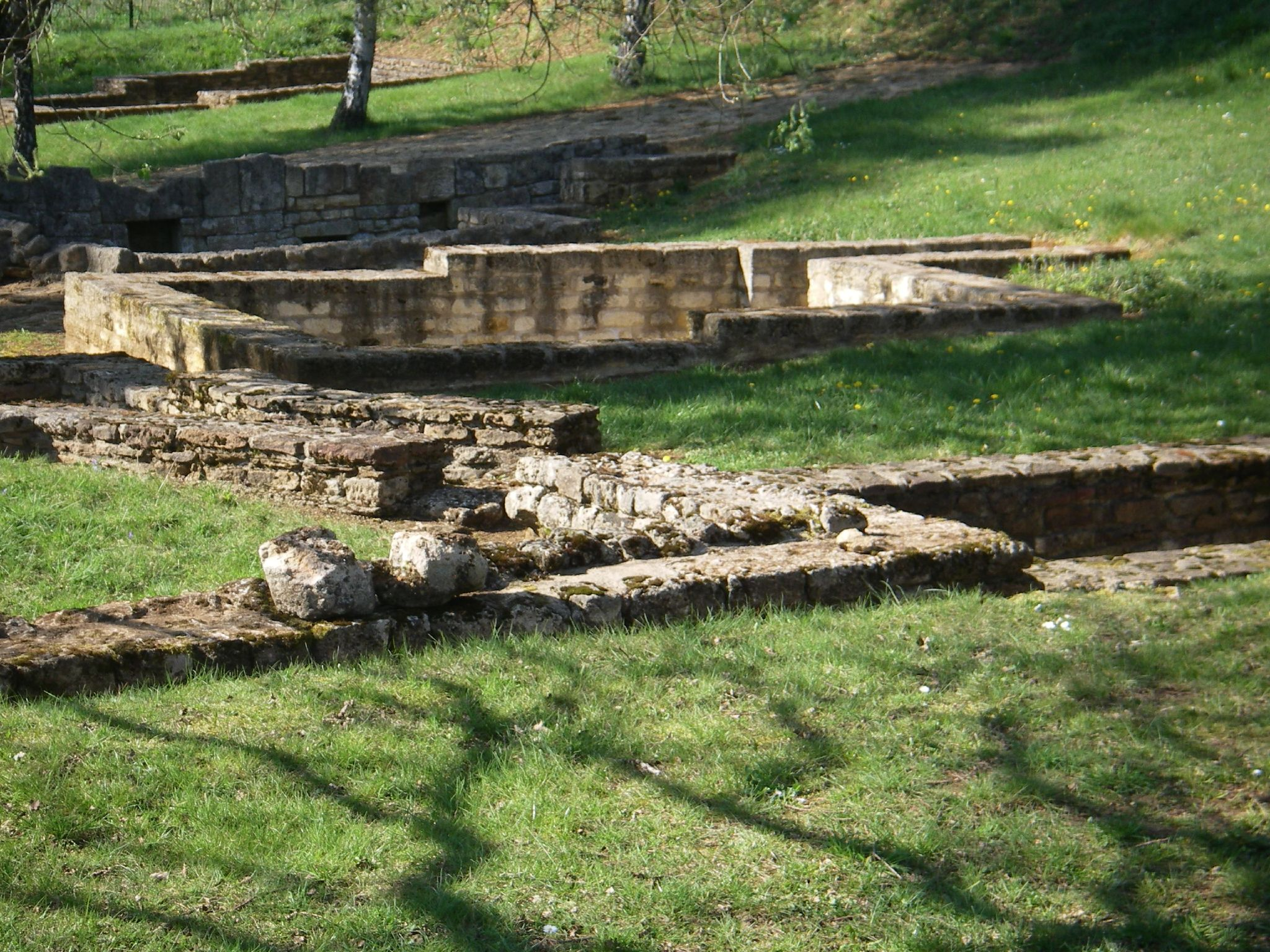
Titelberg

Der Titelberg ist ein Plateauberg im Großherzogtum Luxemburg in der Gemeinde Petingen im Dreiländereck zu Frankreich und Belgien. Er war in der Eisenzeit und römischer Zeit besiedelt und erbrachte zahlreiche Bodenfunde aus verschiedenen Jahrhunderten.
Streufunde weisen darauf hin, dass der Titelberg in der Späthallstatt- und Frühlatènezeit genutzt wurde. Welcher Art diese Nutzung war, ist noch unbekannt. Es ist nicht auszuschließen, dass es sich um eine kleine befestigte Siedlung handelte. Jedenfalls existierte eine frühe, zweiphasige Abschnittsbefestigung, die in der Eisenzeit angelegt worden sein muss, aber deutlich älter als das spätere Oppidum ist. Die bedeutendste Phase des Titelberges waren das letzte Jahrhundert v. Chr. und das erste Viertel des 1. Jahrhunderts n. Chr., als sich auf ihm ein Oppidum, also eine befestigte Stadt, des nordostgallischen „keltischen“ Stammes der Treverer befand. Es war eines von fünf bisher bekannten spätlatènezeitlichen Oppida des Stammes und dürfte – nach bisherigem Forschungsstand – in der Spätphase, insbesondere während und nach der römischen Eroberung, das wichtigste politische und wirtschaftliche Zentrum im Westen des Stammesgebietes gewesen sein. Um 30 v. Chr. (laut dendrochronologischer Daten) sind Abrisse alter Gebäude und Neubauten im Zentrum des Oppidums zu erfassen. Etwa gleichzeitig befanden sich römische Truppen in der keltischen Stadt. Diese Vorgänge könnten evtl. mit dem Trevereraufstand 30/29 v. Chr. in Verbindung stehen, von dem auch auf dem Petrisberg in Trier archäologische Funde überliefert sind.
Nach der Neuorganisation der Region als Provinz des Römischen Reiches (nach 20 v. Chr.) verlor der Titelberg seine Funktionen und Bedeutung nach und nach an die 18/17 v. Chr. von den Römern in der Trierer Talweite angelegten Stadt Augusta Treverorum. Das Oppidum auf dem Titelberg blieb wohl noch bis in die ersten Jahrzehnte des 1. Jahrhunderts n. Chr. bewohnt, könnte aber noch vor Mitte des 1. Jahrhunderts n. Chr. aufgegeben worden sein. In der zweiten Hälfte des 1. Jahrhunderts n. Chr. wurde auf dem Titelberg ein provinzialrömischer Vicus, d. h. ein Dorf, angelegt, das – mit wechselndem Geschick – bis in die erste Hälfte des 5. Jahrhunderts n. Chr. bewohnt war. In der Neuzeit wurden auf dem Titelberg vor allem Eisenerze in Tage- und Untertagebau abgebaut. Dadurch wurden zwar archäologische Funde gemacht, aber sowohl die Fundzusammenhänge zerstört als auch die Topographie des Berges teilweise verändert.
Der Titelberg erweckt noch heute den Eindruck einer mächtigen Befestigungsanlage: ein natürlicher Bergvorsprung, rund 130 Meter über dem Korntal gelegen, mit einer fast 50 ha großen, rings umwallten Hochfläche. Im Südosten, der einzigen bequemen Zugangsseite, ragt die verstürzte Wehrmauer noch heute an die zehn Meter empor.

## Topographie und naturräumliche Voraussetzungen

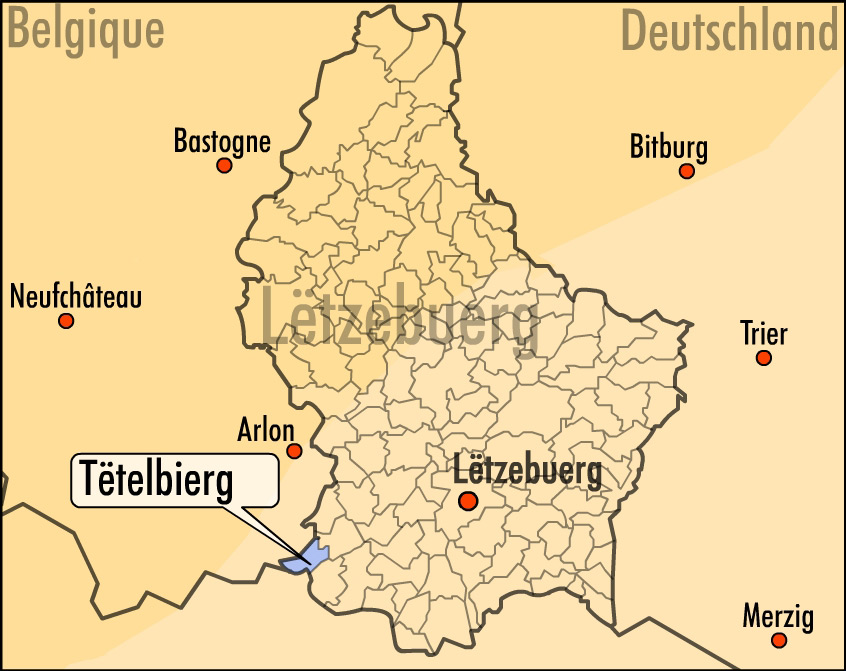
Lage des Titelbergs

Der Titelberg liegt im Südwesten des heutigen Großherzogtums Luxemburg, am Rande einer Landschaft, die aufgrund ihrer fruchtbaren Böden als „Luxemburger Gutland“ bekannt ist. Der Berg selbst bildet ein ca. 50 Hektar großes, vorspringendes Kalksteinplateau aus dem Dogger, das das Tal des Chiers (dt. Korn) – ein Nebenfluss der Maas – um ca. 100 Meter überragt und an den Rändern steil abbricht. Nur im Südosten ist das Plateau durch eine ca. 200 Meter breite Zunge mit dem Hochplateau von Differdange (dt. Differdingen) verbunden.
Geologisch ist die Kleinregion durch das Vorkommen wichtiger Rohstoffe begünstigt. So stehen auf dem Plateau selbst bzw. in wenigen Kilometern Entfernung sowohl Muschelkalke als auch hochwertige weiße Kalke an, die als Baumaterial zu verwenden sind. Die Kalkbänke wechseln sich mit eisenhaltigen Schichten ab. Sowohl Bohnerz als auch oolithische Eisenerze kommen, teils oberflächennah, auf dem Titelberg selbst vor. Außerdem stehen u. a. direkt auf dem Plateau glimmerhaltige Tone an, die sich als hochwertige Töpferlehme nutzen lassen.
Sowohl Kalkstein, Eisenerze als auch Tone wurden seit der späten Eisenzeit, aber besonders wieder in der Neuzeit (mit Ausnahme der Tone), intensiv abgebaut. Dabei wurden insbesondere die Erze auch im Untertagebau gewonnen, so dass die Ränder des Titelberges heute durch Bergbau und Stolleneinbrüche weitgehend gestört sind.
Zur geologischen tritt eine geografische Begünstigung, da sich die Region über die Flusstäler von Chiers und Maas nach Westen gegen die Champagne und nach Süden in Richtung der Oberläufe von Mosel, Rhône und Saône öffnet. Der Titelberg liegt somit besonders verkehrsgünstig in der Nähe der Kreuzung wichtiger vorgeschichtlicher Fernhandelswege:
1. der für den mediterranen Handel bedeutenden Rhône-Saône-Route, deren nördlichsten Punkt der Titelberg möglicherweise bildete, und
2. einem West-Ost verlaufenden Handelsweg, der aus Innergallien und der Champagne kommend durch das südliche Luxemburg und den Hunsrück an den Rhein führte.

Der Titelberg erfüllte damit beste geographische und geologische Voraussetzungen zur Gründung einer verteidigungs- und verkehrsgünstig gelegenen, zentralen Handwerks- und Handelssiedlung der Spätlatènezeit.

## Forschungsgeschichte
Trotz vieler den Berg betreffende Sagen und einer ersten Beschreibung der Wälle bereits im 17. Jahrhundert zeigte die Fachwelt bis ins 20. Jahrhundert wenig Interesse an der Anlage. Zwar wurden seit dem 19. Jahrhundert vor allem im Norden und Westen beim Tagebau immer wieder Gräber angeschnitten, die zum Teil römische Amphoren enthielten, der Berg blieb aber (von zwei wissenschaftlichen Untersuchungen abgesehen) Schatzsuchern und „Hobbyforschern“ überlassen.
1928 legte Réné Krämer die bis dahin bekannten keltischen Münzen vor und brachte dabei den Titelberg zum ersten Mal mit den spätkeltischen Oppida in Verbindung. Etwa gleichzeitig wurde durch luxemburgische „Hobbyarchäologen“ eine römische Glaswerkstatt ausgegraben.
1965 gelangten ca. 45 Grabinventare des östlichen (provinzialrömischen) Gräberfelds (das beim Erzabbau zerstört wurde) aus einem Nachlass in die Sammlung des Luxemburger Musée de l’Etat. Im gleichen Jahr fand auf Initiative von Gérard Thill ein internationales Kolloquium statt, bei dem die Fachwelt erstmals auf den Titelberg aufmerksam gemacht wurde. Seitdem haben ununterbrochen Ausgrabungen sowie intensive Begehungen auf dem gesamten Gelände stattgefunden.
Die folgende Übersicht listet die wichtigsten Forschungen auf:
Grabungen auf dem Plateau
- 1968–1989: Grabungen im Zentrum des Oppidum; Leitung Gérard Thill; auf etwa 3000 Quadratmeter Aufdeckung eines Wohnviertels mit dichter Bebauung (Spätlatène – 3. Jahrhundert n. Chr.)
- 1968: Nachgrabung im Bereich der Glaswerkstatt; Leitung: Gérard Thill
- 1972–1977: Grabung der Columbia-Universität, Missouri; Leitung: R. M. Rowlett; wahrscheinlich Aufdecken einer Münzpräge aus römischer (vielleicht auch spätkeltischer) Zeit
- seit 1979: Grabungen durch einen archäologischen Hobbyverein im Zentrum des Oppidums bzw. im provinzialrömischen Vicus
- 1965–1985: in mehreren Jahren Wallschnitte durch den Haupt- und den Randwall
- seit 1986: jährliche Grabungen im Bereich eines spätkeltisch-kaiserzeitlichen Heiligtums; Leitung: Jeannot Metzler
- 1994 und 1997: geophysikalische Prospektion des gesamten begehbaren Geländes durch das Institut für Geophysik der Christian-Albrechts-Universität Kiel

Wichtige Grabungen im näheren Umfeld des Titelbergs
- 1965: Untersuchung einer römischen Villa Rustica bei Goeblingen-Nospelt (ca. 17 Kilometer Entfernung vom Titelberg)
- 1966: Ausgrabung von vier treverischen Adelsbestattungen bei Goeblingen-Nospelt
- 1987: Ausgrabung einer treverischen Adelsbestattung bei Clemency (ca. fünf Kilometer nördlich des Titelberges)
- 1991–1993: Ausgrabung des Gräberfelds Lamadelaine (zum Titelberg gehörig)
- 1993: vollständige Untersuchung des Gräberfeldes Goeblingen-Nospelt

Bei den wissenschaftlichen Untersuchungen erwies sich eine relativ geringe Bodenbildung und tiefgründige Überbauungen – insbesondere im Zentrum – als hinderlich, so dass von archäologischer Seite her selten gesicherte stratigraphische Aussagen gemacht werden konnten.
Der Publikationsstand ist insgesamt relativ gut, wobei einige in der Literatur genannte Interpretationen diskussionswürdig sind und wahrscheinlich eine Revision erfahren werden.

## Das spätkeltische Oppidum
Das spätkeltische und früh-provinzialrömische Oppidum auf dem Titelberg stellt die Blütezeit der dortigen Besiedlung dar und kann durch eine Reihe von Bodendenkmälern und Funden beschrieben werden. Um die tatsächliche Geschichte, Bedeutung und innere Organisation des Oppidums sicher einordnen zu können, sind weitere Forschungen notwendig. Die folgende Darstellung ist daher nur ein Zwischenergebnis, das auf bisherigen Ergebnissen und Wahrscheinlichkeiten beruht.

### Die Befestigungsanlagen
Der Titelberg ist durch einen mächtigen Hauptwall und Randwälle von etwa 2.700 Meter Länge rundum befestigt. Die Wallanlagen sind in großen Abschnitten erhalten. Die befestigte Fläche beträgt rund 50 Hektar, von denen etwa 43 Hektar besiedelbar sind. Sowohl im Südosten als auch im Nordwesten markieren Walldurchlässe die beiden vorgeschichtlichen Tore, die durch einen Weg über das Plateau miteinander verbunden sind.
Es gab einen Hauptwall an der flachen Seite des Plateaus, bei dem fünf Bauphasen aus der Eisenzeit festgestellt wurden, sowie einen, das Plateau an den restlichen Seiten umrundenden, Randwall, der zwei Bauphasen aus der Spätlatènezeit aufwies.
Der ca. 200 Meter lange Hauptwall riegelte den Titelberg gegen die Landbrücke zum Hochplateau von Differdange ab. Seine Reste erreichen noch eine Höhe von bis zu zehn Meter und „eine Basisbreite von 40-50 Meter“. Er ist im südlichen Teil durch einige Stolleneinbrüche tiefgründig gestört.
Die ersten beiden Befestigungen an der flachen Zugangsseite des Titelbergs bestanden aus Holz-Stein-Erde-Mauern, die wahrscheinlich in eine frühere Phase der Eisenzeit datieren. Sie wurden beide durch Feuer zerstört.
Nach der Zerstörung der zweiten Phase muss eine ausreichende Zeit vor der Anlage des Oppidums vergangen sein, da sich eine Humusschicht oberhalb der alten Mauern bilden konnte.
Die zum Oppidum gehörenden Phasen III – V können der Spätlatènezeit zugeordnet werden. Dabei war in einer ersten Phase nur der Zugang zum Plateau von Differdange befestigt. Die Anlage dürfte frühestens aus der Zeit um oder kurz nach 100 v. Chr. stammen. Sie bestand aus einer Holz-Stein-Erde-Mauer mit innenliegendem, horizontalem Kastenwerk, das wahrscheinlich eine rückwärtige Rampe besaß. Diese Mauer endete mit einem Brand.
Im Anschluss wurde ein Murus Gallicus, das heißt eine „gallische Mauer“ mit steinerner Front – als Trockenmauer ausgeführt – und innenliegendem, vernageltem, horizontalem Kastenwerk, errichtet, zu dem wahrscheinlich auch die erste Randbefestigung gehörte. Diese Arbeit dürfte wahrscheinlich im zweiten Drittel des 1. Jahrhunderts v. Chr. ausgeführt worden sein. Relativ wahrscheinlich erscheint die Zeit ab etwa 65–50 v. Chr. Anders als vom Ausgräber in der Literatur angegeben, stammt der „Murus Gallicus“ (bei genauerer Betrachtung) wohl erst aus der letzten Phase der Spätlatènezeit (D2), die wahrscheinlich frühestens ca. 70/65 v. Chr. begann.
Sowohl die Haupt- als auch die Randbefestigung wurden in der zweiten Hälfte des 1. Jahrhunderts v. Chr. noch einmal in abweichender Bauweise erneuert. Die Befestigungen waren zu diesem Zeitpunkt baufällig geworden und möglicherweise schon teilweise eingestürzt. Es scheint wahrscheinlich, dass die letzte Bauphase der Befestigungen mindestens 20–30 Jahre nach der Errichtung des Murus Gallicus stattfand.
Damit wäre das Oppidum nach der römischen Eroberung durch Caesar, aber vor der Etablierung der tatsächlichen „römischen Herrschaft“ (zum Beispiel der Einrichtung der Provinzen) noch einmal befestigt und ausgebaut worden.

### Die Besiedlung

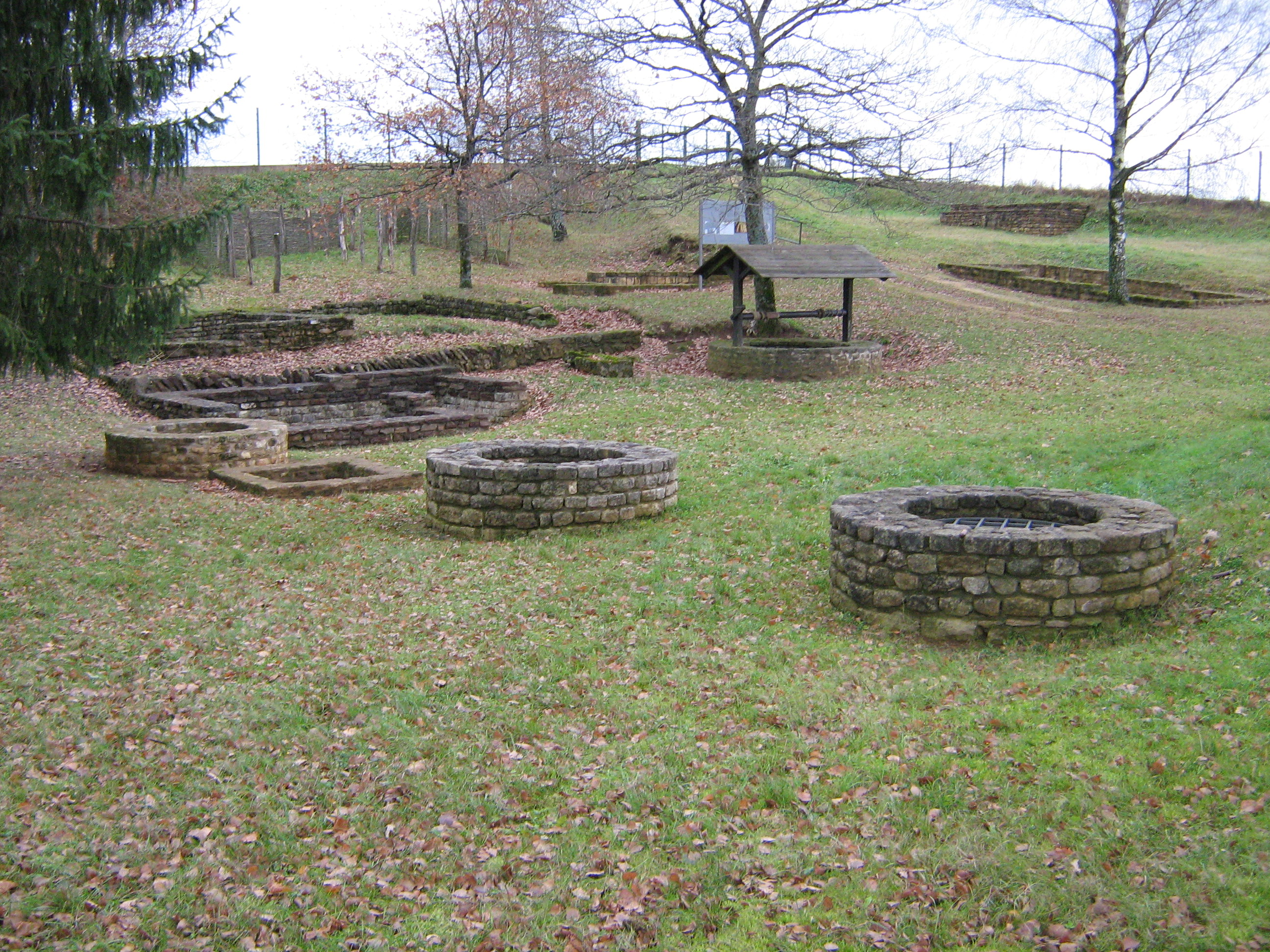
Grundmauern in der Wohngegend

Von der tatsächlichen Besiedlung des Oppidums sind bisher nur etwa 3.200 Quadratmeter im Zentrum des Plateaus ausgegraben. Daher kann nur ein kleiner Ausschnitt eines „Stadtteils“ der keltischen Stadt beschrieben werden, der nicht beispielhaft für das gesamte Oppidum sein wird.
Im Zentrum des Oppidums an der zentralen Straße konnte ein Areal erfasst werden, das zu spätkeltischer und frühaugusteischer Zeit in kleine, relativ gleichmäßige Parzellen unterteilt war. Auf den Parzellen stand eine Bebauung aus ca. 7 × 14 m großen – relativ gleichartigen – Häusern, die alle – in Art von Reihenhäusern – nebeneinander giebelseitig zur Straße ausgerichtet waren. Teilweise waren die Parzellen durch Gräbchen von der Nachbarparzelle abgegrenzt. In den Häusern konnten Feuerstellen erfasst werden. Teilweise könnten zur Straße hin offene Räume bestanden haben, die vielleicht als kleine Läden oder offene Werkstätten interpretiert werden könnten. Werkstattfunde aus diesen Bereichen, die aber durch spätere Überbauungen und Störungen nicht sicher zugeordnet werden können, könnten die Interpretation unterstützen.
Die Häuser könnten nach der Aussage der Befunde über einige Quadratmeter kleine, hinterwärtige Hofbereiche verfügt haben, die von weiteren Gassen begrenzt wurden.
Es gibt Hinweise darauf, dass es möglicherweise in der zweiten und dritten Reihe hinter der Hauptstraße eine ähnliche kleinparzellige, gleichartige Bebauung gegeben haben könnte.
Es ist unklar, ob diese Befunde auf das gesamte Oppidum zu übertragen sind. Aus anderen Oppida sind größere Hofanlagen oder „bessere“ Wohnhäuser bekannt, die bisher auf dem Titelberg noch fehlen.
Zukünftige Grabungen werden erst eine abschließende Beurteilung der Bebauung und Aufteilung des Oppidums erbringen müssen.

### Der „heilige“ Bezirk
Während der Spätlatènezeit war ein Areal von ca. zehn Hektar Innenfläche im Osten des Oppidums durch einen breiten Graben (sowie vielleicht einen Wall mit Palisade?) vom Rest der Siedlung optisch abgetrennt. Das Gebiet innerhalb der Abgrenzung blieb frei von profaner Bebauung.
Die Ursprünge der Anlage dürften noch aus der Gründungsphase der spätkeltischen Siedlung – vermutlich vor der Anlage der umfassenden Befestigung – stammen. In früher Zeit scheint der Graben bedeutend gewesen zu sein, in dem eine Reihe von Funden ausgegraben wurden – u. a. Fibeln, aber auch Knochen. Später – aber noch keltisch zu datieren – wurden innerhalb des abgegrenzten Bezirks besondere Gebäude angelegt, die als provinzialrömische „Tempel“ bezeichnet werden können. Das Gebäude des Tempels wurde bis weit in provinzialrömische Zeit mehrfach umgebaut und erweitert. Welche Gottheiten dort verehrt wurden, bleibt unklar.

### Funde
Auf dem Titelberg wurden aufgrund intensiver Begehungen und Untersuchungen mehrere Tausend gallischer Münzen gefunden. Für keltische Oppida ist das bisher ein Rekord. Prägungen von etwa dreißig verschiedenen Stämmen sprechen von regen und weitreichenden Handelsbeziehungen, unter anderem nach Innergallien. Den Beweis für eine Münzwerkstätte auf dem Titelberg liefern etwa Funde tönerner Gussformen, in denen Schrötlinge gegossen wurden. Der Wohlstand der Siedlung ab dem Spätatène D2 wird ebenfalls durch die Importe von campanischem oder Kampana-ähnlichem Tafelgeschirr, italischem Wein und italischem Bronzegeschirr belegt. Gegen Ende des ersten Jahrhunderts vor Christus, nach der römischen Eroberung, löste die sogenannte „Belgische Ware“ rasch große Teile des einheimischen Formenschatzes ab, zu diesem Zeitpunkt treten zudem als Importstücke neue Amphorenformen und Terra Sigillata auf. Nun verschwinden auch fast schlagartig die Zubereitungsspuren aufweisenden Hundeknochen, die zuvor häufig gewesen waren: Römischer Einfluss scheint verantwortlich dafür gewesen zu sein, dass der Verzehr von Hunden aufgegeben wurde; fortan dominierte Schweinefleisch.

### Gesamtstruktur
Die Anlage auf dem Titelberg vermittelt den Eindruck eines bewusst als Großsiedlung geplanten Oppidums der Spätlatènezeit. Wahrscheinlich gleichzeitig mit der vollständigen Umwehrung mit einem Murus Gallicus wurden eine Hauptstraße sowie ein öffentlicher „heiliger“ Bezirk, der von profaner Bebauung ausgeschlossen war, angelegt. Im Zentrum an der Hauptstraße erfolgte eine Parzellierung von etwa gleich großen Grundstücken und eine Bebauung mit weitgehend „standardisierten“ „Reihenhäusern“. Werkstattfunde (zum Beispiel Eisenschlacken) machen ein Handwerkerviertel in diesem Bereich des Oppidums wahrscheinlich. Ob es darüber hinaus abweichende Bauformen oder Viertel anderen Charakters gab, müssen weitere Grabungen zeigen. Sicher ist die dichte Besiedlung des Plateaus, die durch die Verteilung einer großen Zahl an Streufunden belegt ist. Von der Besiedlung (und wohl Bebauung) ausgenommen waren lediglich der „heilige Bezirk“, die Bereiche direkt hinter den Wällen sowie hinter dem Westtor.
Eine Rolle während der Eroberung Galliens durch Julius Caesar kann ziemlich sicher ausgeschlossen werden. Obwohl es zu Zeiten der Eroberung einige Oppida und noch mehr befestigte Siedlungen im Stammesgebiet der Treverer gab, finden sich für sie keine Hinweise im De bello Gallico. Caesar erwähnte wohl nur die für ihn wichtigen Daten. Die archäologischen Funde von den Bodendenkmälern der Region in dieser Zeit geben ebenfalls keine Hinweise auf kriegerische Auseinandersetzungen. Der caesarische Eroberungskrieg ist damit in der Region bisher nicht direkt archäologisch nachweisbar.